# Planetes
A Planetes (magyarul Planéták, alternatív címek Planet-ES, プラネテス és ΠΛΑΝΗΤΕΣ) jövőben játszódó 26 fejezetes japán hard sci-fi mangasorozat, amelyből később egy szintén 26 részes animesorozat is készült.
Az eredeti művet Jukimura Makoto szerezte, a képregényalbumot feldolgozva Tanigucsi Goró rendezte a rajzfilmsorozatot, amely történetében, mint mélységében hasonló.

## Történet
A történet 2075-ben kezdődik, amikor az űrben a Föld és Hold körül keringő rengeteg űrszemét már komolyan veszélyezteti az emberek biztonságos űrhajózását, és a műholdak zavartalan működését.
Számos nemzetközi cég részt vesz ebben a fontos, de nagyon kevés profitot termelő munkában. Közülük egy a Technora Corporation amely a tulajdonosa a DS-12 "Toy-Box"-nak, mely nem más mint egy ócska és régi "hulladék begyűjtő" hajó.
A történet eme hajó legénységének a mindennapi életéről és problémáiról szól, közben megismerhetjük álmaikat, múltjukat és szemtanúi lehetünk jellemük fejlődősének.
A későbbiekben előtérbe kerül egy az elsőként a Jupiterhez induló expedíció, Von Braun építés alatt álló űrhajó ami egy forradalmian úttörő új fúziós meghajtással lesz ellátva. A főszereplő minden áron szeretne csatlakozni ehhez a küldetéshez. A sorozaton keresztül rengeteg mellékszál fut keresztül, amelyeket át megismerhetjük az összes főbb karakter motivációját.

## Szereplők
Hosino Hacsiróta "Hacsimaki" (星野 八郎太; Hepburn: Hoshino Hachirōta)
A történet főszereplője. Becenevét Hachimaki fejkendőről kapta, amit az EVA munka közben mindig magán visel. Gyerekkori álma, hogy szerezzen magának egy űrhajót, de Ő maga is kezdi belátni hogy reménytelen.
Tanabe Ai (田名部 愛; Hepburn: Tanabe Ai)
A csapat legfrissebb egyben a legvidámabb és leglelkesebb tagja. Nagyon őszinte, és erős igazság érzete van. Csak épphogy sikerült teljesítenie az asztronauta vizsgáit, emiatt elég ügyetlenül végzi a munkáját, de nagyon igyekszik hogy megfeleljen mások elvárásainak.
Fee Carmichael (フィー·カーマイケル; Hepburn: Fī Kāmaikeru)
A Toy-Box kapitánya. Az amerikai Richmondból. A csapat legkeményebb tagja, egyike az ekkor kis létszámú dohányzóknak, emiatt néha szégyenli magát.
Yuri Mihairokov (ユーリ·ミハイロコフ; Hepburn: Yūri Mihairokofu; Oroszul: Юрий Михалков)
A legénység orosz tagja, nyugodt sztoikus, és mindig megfontoltan gondolkodik. Néhány évvel korábban Ő és japán felesége balesetet szenvedett egy alacsony föld-körüli pályán közlekedő utasszállítón, ahol megözvegyült. Sosem találták meg a felesége földi maradványait.

## Epizódlista
| #  | Epizód címe                                                                                                 | Első japán sugárzás |
| -- | --- | ------------------- |
| 1  | Outside the Atmosphere Taiki no Szoto de (大気の外で; Hepburn: Taiki no Soto de)                            | 2003. október 4.    |
| 2  | Like a Dream Jume no Jó na (夢のような; Hepburn: Yume no Yō na)                                             | 2003. október 11.   |
| 3  | Return Trajectory Kikan Kidó (帰還軌道; Hepburn: Kikan Kidō)                                                | 2003. október 18.   |
| 4  | Part of the Job Sigoto Tosite (仕事として; Hepburn: Shigoto Toshite)                                        | 2003. október 25.   |
| 5  | Fly Me to the Moon Furai Mí Tu Za Mún (フライ·ミー·トゥ·ザ·ムーン; Hepburn: Furai Mī Tu Za Mūn)             | 2003. november 1.   |
| 6  | The Lunar Flying Squirrels Cuki no Muszasabi (月のムササビ; Hepburn: Tsuki no Musasabi)                     | 2003. november 8.   |
| 7  | Extraterrestrial Girl Csikjúgai Sódzso (地球外少女; Hepburn: Chikyūgai Shōjo)                               | 2003. november 15.  |
| 8  | A Place To Cling To Jorubeki Baso (拠るべき場所; Hepburn: Yorubeki Basho)                                   | 2003. november 22.  |
| 9  | Regrets Kokoro Nokori (心のこり; Hepburn: Kokoro Nokori)                                                    | 2003. november 29.  |
| 10 | A Sky of Stardust Kuzubosi no Szora (屑星の空; Hepburn: Kuzuboshi no Sora)                                  | 2003. december 6.   |
| 11 | Boundary Line Baundarí Rain (バウンダリー·ライン; Hepburn: Baundarī Rain)                                   | 2003. december 13.  |
| 12 | A Modest Request Szaszajaka naru Negai o (ささやかなる願いを; Hepburn: Sasayaka naru Negai o)               | 2003. december 20.  |
| 13 | Scenery With a Rocket Roketto no aru Fúkei (ロケットのある風景; Hepburn: Roketto no aru Fūkei)              | 2004. január 10.    |
| 14 | Turning Point Táningu Pointo (ターニング·ポイント; Hepburn: Tāningu Pointo)                                 | 2004. január 17.    |
| 15 | In Her Case Kanodzso no Baai (彼女の場合; Hepburn: Kanojo no Baai)                                          | 2004. január 24.    |
| 16 | Ignition Igunisson (イグニッション; Hepburn: Igunisshon)                                                    | 2004. január 31.    |
| 17 | His Reasons Szore Jue no Kare (それゆえの彼; Hepburn: Sore Yue no Kare)                                     | 2004. február 7.    |
| 18 | Debris Section, Last Day Deburi ka, Szaigo no Hi (デブリ課, 最期の日; Hepburn: Deburi ka, Saigo no Hi)      | 2004. február 14.   |
| 19 | Endings Are Always... Ovari va Icumo... (終わりは いつも...; Hepburn: Owari wa Itsumo...)                   | 2004. február 21.   |
| 20 | Tentative Steps Tamerai Gacsi no (ためらいがちの; Hepburn: Tamerai Gachi no)                                | 2004. február 28.   |
| 21 | Tandem Mirror Tandemu Mirá (タンデム·ミラー; Hepburn: Tandemu Mirā)                                         | 2004. március 6.    |
| 22 | Exposure Bakuro (暴露; Hepburn: Bakuro)                                                                     | 2004. március 13.   |
| 23 | Debris Cluster Deburi no Mure (デブリの群れ; Hepburn: Deburi no Mure)                                       | 2004. március 20.   |
| 24 | Love Ai (愛; Hepburn: Ai)                                                                                   | 2004. április 3.    |
| 25 | The Lost Madoibito (惑い人; Hepburn: Madoibito)                                                             | 2004. április 10.   |
| 26 | And the Days We Chance Upon... Szosite Meguri au Hibi (そして巡りあう日々; Hepburn: Soshite Meguri au Hibi) | 2004. április 17.   |